# Batrachorhina mirei
Batrachorhina mirei là một loài bọ cánh cứng trong họ Cerambycidae.